# القارة (حجر)

'

تعديل مصدري - تعديل

القارة هي إحدى قرى عزلة الجول بمديرية حجر التابعة لمحافظة حضرموت، بلغ تعداد سكانها 193 نسمة حسب تعداد اليمن لعام 2004.